# 1609
1609 (MDCIX) var ett normalår som började en torsdag i den gregorianska kalendern och ett normalår som började en söndag i den julianska kalendern.

## Händelser

### Februari
- 7 februari–18 maj – Karl IX blir den siste svenske kungen att rida eriksgata enligt landslagens gamla bestämmelser.
- 28 februari – I Ryssland råder sedan några år "stora oredan", då flera personer kämpar om makten och tsarvärdigheten. Genom ett fördrag i Viborg denna dag utlovar Karl IX en undsättningsarmé på 5 000 man mot att Kexholms fästning avstås till det svenska riket. Sverige ingriper därmed i de ryska tronsstriderna, genom att stödja tronpretendenten Vasilij Sjujskij, vilket går till historien som De la Gardieska fälttåget efter befälhavaren Jakob De la Gardie.
- Februari – Polska styrkor erövrar den estniska staden Pärnu från svenskarna.

### Mars
- 6 mars – Johannes Messenius tillträder som professor i juridik vid Uppsala universitet. Han är antipolsk agitator och publicerar också källskrifter till Sveriges historia. Dessutom skriver han dramer grundade på sagohistoriskt stoff samt författar även Scondia Illustrata, som skildrar Sveriges historia från biblisk tid till 1611.

### April
- 9 maj – Spanien erkänner Nederländernas självständighet.

### Maj
- 15 maj – Svenskarna besegrar ryssarna i slaget vid Kamenka.

### Juni
- 17 juni – En allierad svensk-rysk styrka besegrar polsk-litauiska trupper som stödjer tronpretendenten den falske Dmitrij II i slaget vid Torzjok.
- Slutet av juni – Axel Oxenstierna blir svenskt riksråd.

### Juli
- 2 juli – Efter ärkebiskop Olaus Martinis död den 17 mars vigs Petrus Kenicius till ny svensk ärkebiskop.
- 13 juli – Första slaget vid Tver mellan svenskar och ryssar slutar oavgjort.
- 15 juli – Svenskarna besegrar ryssarna i det andra slaget vid Tver.

### Augusti

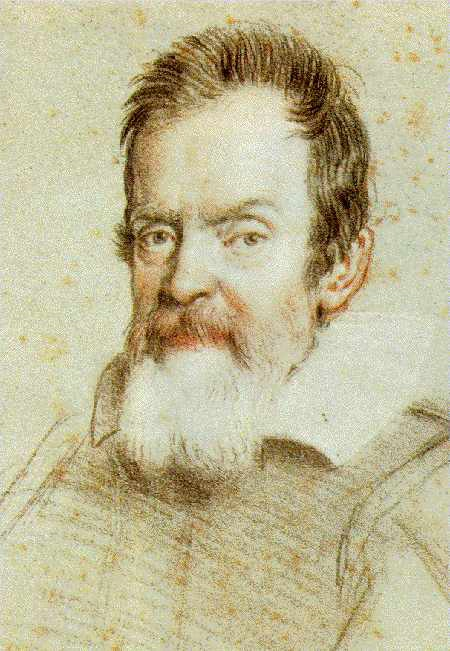
Galileo Galilei.

- 11 augusti – Natten till denna dag drabbas Karl IX av en kraftig hjärnblödning och blir delvis förlamad samt förlorar talförmågan för ett tag framåt.
- 18 augusti – Svenskarna besegrar ryssarna i slaget vid Kaljazin.
- 25 augusti – Galileo Galilei demonstrerar sitt första teleskop för venetianska lagstiftare.
- 28 augusti – Henry Hudson blir den förste europén som siktar Delawarebukten.

### Oktober
- 28 oktober – Svenskarna besegrar ryssarna i slaget vid Troitsko.

### December
- 8 december – Ambrosianska biblioteket öppnas i italienska Milano.

### Okänt datum
- Johannes Kepler publicerar sin upptäckt att planeternas banor är elliptiska och inte helt cirkelformade.[1]
- Kung Karl överlämnar sitt eget förslag till landslagens kunga- och kyrkobalk till ständernas granskning. När förslaget inte antas lägger han ner hela revisionsprojektet.

## Födda
- 21 februari – Raimondo Montecuccoli, italiensk militär och militärteoretiker.
- 18 mars – Fredrik III, kung av Danmark och Norge 1648–1670.
- 22 mars – Johan II Kasimir, kung av Polen 1648–1668.
- 14 oktober – Ernst Gunter av Holstein-Augustenburg.
- 18 oktober – Josias Rantzau, tysk fältherre.
- 25 eller 26 november – Henrietta Maria av Frankrike, drottning av England, Skottland och Irland 1625–1649 (gift med Karl I)

## Avlidna
- 21 januari – Joseph Justus Scaliger, fransk filolog.
- 17 mars – Olaus Martini, svensk ärkebiskop sedan 1601.
- 2 juni – Svante Turesson Bielke, svensk friherre och riksråd samt rikskansler sedan 1602.
- 15 juli – Annibale Carracci, italiensk målare.
- 29 september – Ebba Månsdotter Lilliehöök, svensk brukspatron och grevskapsförvaltare.

### Fotnoter
1. ↑  Så funkar universum, James Muirden